# Stazione di Bologna Corticella
Stazione di Bologna Corticella vasútállomás Olaszországban, Bologna település Corticella frazionéjban.

## Vasútvonalak
Az állomást az alábbi vasútvonalak érintik:
- Padova–Bologna-vasútvonal

## Kapcsolódó állomások
A vasútállomáshoz az alábbi állomások vannak a legközelebb:
- Stazione di Castelmaggiore
- Stazione di Bologna Centrale